# Nothing's Shocking
Nothing's Shocking é o álbum de estreia da banda estadunidense Jane's Addiction, lançado em 23 de agosto de 1988 pela Warner Bros. Records. Foi bem recebido pela crítica e alcançou a posição 103 na Billboard 200. O single "Jane Says" alcançou a sexta posição na Billboard Modern Rock Tracks em 1988. A Rolling Stone classificou Nothing's Shocking na posição 312 em sua lista dos "500 Melhores Álbuns de Todos os Tempos". Recebeu uma indicação aos Grammy Awards de 1989 na categoria de Melhor Performance Vocal ou Instrumental de Hard Rock/Metal.

## Faixas
1. "Up the Beach" (Farrell) - 3:00
2. "Ocean Size" (Avery/Farrell/Navarro/Perkins) - 4:20
3. "Had a Dad" (Farrell) - 3:44
4. "Ted, Just Admit It..." (Farrell/Navarro/Perkins) - 7:23
5. "Standing in the Shower... Thinking" (Farrell) - 3:03
6. "Summertime Rolls" (Avery/Farrell/Navarro/Perkins) - 6:18
7. "Mountain Song" (Farrell) - 4:03
8. "Idiots Rule" (Farrell) - 3:00
9. "Jane Says" (Farrell) - 4:52
10. "Thank You Boys" (Farrell) - 1:01
11. "Pigs in Zen" (Farrell) - 4:30

## Posição nas paradas musicais
| Parada (1988)                  | Melhor posição |
| ------------------------------ | -------------- |
| Estados Unidos (Billboard 200) | 103            |

## Certificações
| Região                                              | Certificação | Vendas     |
| --------------------------------------------------- | ------------ | ---------- |
| Australia                                           | Ouro         | 35,000     |
| Reino Unido (BPI)                                   | Prata        | 60,000^    |
| Estados Unidos (RIAA)                               | Platina      | 1,000,000^ |
| ^números de vendas baseados somente na certificação |              |            |